# نادیار
نادیار (به مجاری:  Nagyar) یک منطقهٔ مسکونی در مجارستان است که در ناحیه فهردیارمات واقع شده‌است. نادیار ۱۵٫۹۹ کیلومتر مربع مساحت و ۶۷۷ نفر جمعیت دارد.